# Козарівське-1 (заповідне урочище)
Козарі́вське-1 — заповідне урочище в Україні. Розташоване в межах Букачівської селищної громади Івано-Франківського району Івано-Франківської області, на південний захід від села Козарі.
Площа 17,7 га. Статус надано згідно з рішенням облвиконкому від 17.05.1983 року № 166. Перебуває у віданні Козарівської сільської ради.
Статус надано з метою збереження природного водно-болотного комплексу лівобережної стариці Дністра.